# Haptodus
Haptodus jest nazwą rodzajową zwierzęcia uznawanego za jednego z najstarszych przedstawicieli synapsydów.
Żył pod koniec karbonu i na początku permu (300-280 milionów lat temu) na obszarach północnej Pangei (szczątki znaleziono na terenie Niemiec i Stanów Zjednoczonych).
Dorosłe osobniki mierzyły od 0,6 do 1,5 metra długości, przy szacowanej wadze 3-30 kilogramów.
Był drapieżnikiem, polującym na owady oraz małe bezkręgowce.
Haptodus należał do pelykozaurów, czyli starszego z dwóch rzędów synapsydów (porównaj terapsydy). Obok cech pierwotnych, posiadał charakterystyczne cechy, takie jak wąska czaszka z masywnymi szczękami zaopatrzonymi w kilka rodzajów zębów (długie kły, siekacze, oraz zęby policzkowe, służące do cięcia), które wskazują, że należał do rodziny Sphenacodontidae. Należały do niej także późniejsze drapieżne formy: Sphenacodon i Dimetrodon. W przeciwieństwie do nich, u haptodusa wyrostki kręgosłupa nie były wydłużone. Był też z nich najmniejszy. Ponadto, występował głównie na wschodnich terenach Pangei (obecna Europa), podczas gdy Dimetrodon i Sphenacodon: na obszarze obecnej Ameryki Północnej.
| ← mln lat temuHaptodus |          |            |          |          |           |         |          |         |          |           |      |    |
| Prekambr←4,6 mld       | Kambr541 | Ordowik485 | Sylur443 | Dewon419 | Karbon359 | Perm299 | Trias252 | Jura201 | Kreda145 | Paleog.66 | Ng23 | Q2 |